# Isla Phú Quý
Phu Quy (en vietnamita: Phú Quý) es una pequeña isla situada a unos 100 km de la ciudad de Phan Thiet, Vietnam. Sólo la mitad rocosa, en el norte de la isla está habitada, con una población de 20.698 personas.
El distrito Phu Quy cuenta además con un total de diez islas, siendo la isla de Phu Quy la más grande. La isla tiene 16,5 km² de superficie. El distrito está a 120 km al sureste de Phan Thiet, 150 km al sur de Cam Ranh, 120 km al este de Vung Tau, 333 km al noreste de Con Son y 540 km al oeste de las Islas Spratly. El punto más alto en la isla es el monte Cam Dat, que se eleva 106 m. El norte de la isla es rocoso, mientras que el sur está compuesto principalmente por arena. 